# Гловер, Том (футболист)
Томас Уильям Гловер (англ. Thomas William Glover; род. 24 декабря 1997, Сидней) — австралийский футболист, вратарь английского клуба «Мидлсбро» и национальной сборной Австралии. Участник летних Олимпийских игр 2020 в Токио.

## Клубная карьера
Гловер — воспитанник клуба «Сатерленд Шаркс». В 2014 году он подписал контракт с английским «Тоттенхэм Хотспур», где выступал за молодёжную и резервную команды. Летом 2017 года Гловер для получения игровой практики был арендован «Сентрал Кост Маринерс». 7 октября в матче против «Ньюкасл Юнайтед Джетс» он дебютировал в А-Лиге. В начале 2019 года Том на правах аренды перешёл в шведский «Хельсингборг», но так и не сыграл за команду ни минуты. В том же году Гловер вернулся на родину, подписав полноценный контракт с «Мельбурн Сити». 15 декабря в матче против «Ньюкасл Юнайтед Джетс» он дебютировал за новый клуб. В 2021 году он помог клубу выиграть чемпионат.
7 июля 2023 года на правах свободного агента перешёл в клуб английского Чемпионшипа «Мидлсбро», подписав 3-летний контракт. Дебютировал 8 августа в гостевом матче Кубка Английской лиги против «Хаддерсфилд Таун» (2:3).

## Международная карьера
В 2016 году в составе юношеской сборной Австралии Гловер принял участие в юношеском чемпионате Азии в Бахрейне. На турнире он сыграл в матче против команды Китая, Узбекистана и Таджикистана.
В 2021 году в составе олимпийской сборной Австралии Гловер принял участие в летних Олимпийских играх 2020 в Токио. На турнире он сыграл в матчах против команд Аргентины, Испании и Египта.
С 2023 года вызывается в главную сборную Австралии, но в её составе пока не дебютировал.

## Достижения
Клубные
 «Мельбурн Сити»
- Победитель A-лиги — 2020/2021